# بازارنيي كارابولاك
بازارنيي كارابولاك (بالروسية: Базарный Карабулак) هي مدينة في مقاطعة ساراتوف أوبلاست في روسيا. يبلغ عدد سكانها حوالي 10285 نسمة.